# Clam chowder

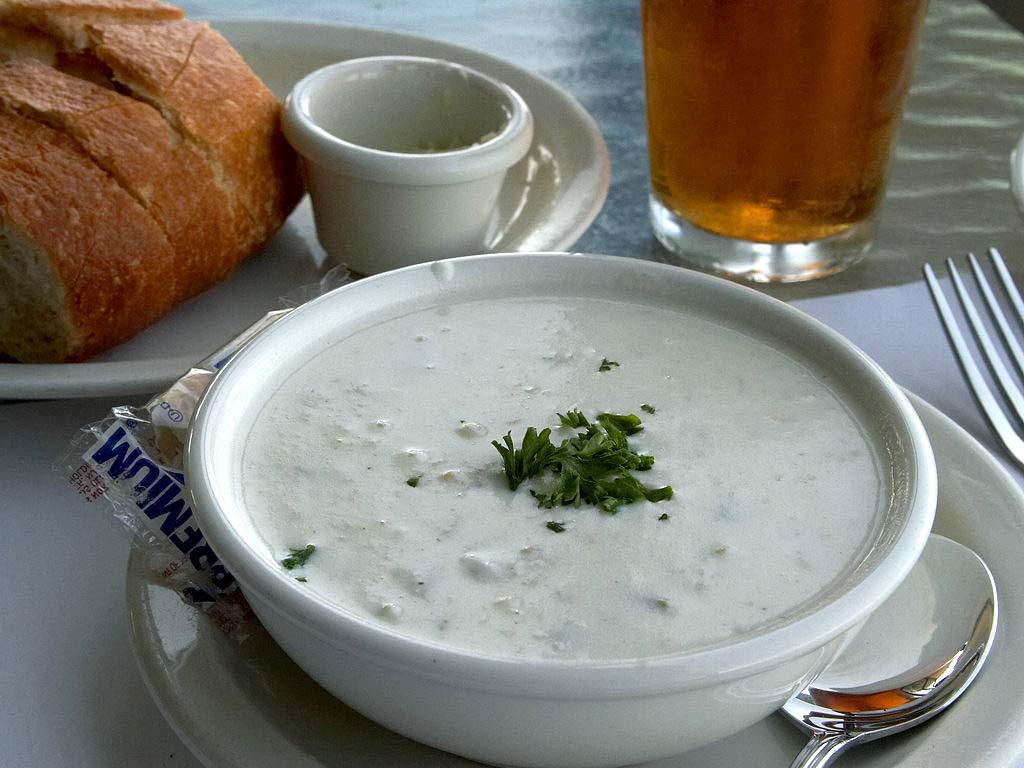
Clam chowder de Nueva Inglaterra.

Se llama clam chowder a cualquiera de los varios tipos de chowder (sopa espesada) que contienen almejas y caldo. Además de las almejas, son comunes la patata en dados y la cebolla, que originalmente se saltean con gotas de cerdo salado (salt pork). También es frecuente usar apio, resultando más raro emplear otras verduras, salvo ocasionalmente tiritas de zanahoria, principalmente para dar color, sirviendo un poco de perejil al mismo fin. A veces también se usan hojas de laurel como guarnición y para dar sabor. Se cree que las almejas se añadieron al chowder por su relativa facilidad de recolección.
El clam chowder se sirve a menudo en restaurantes los viernes como opción de marisco para aquellos que evitan la carne esos días y durante Cuaresma, como es el caso de los católicos. A pesar de que el periodo de abstinencia estricta se restringe a los viernes de Cuaresma, ha prevalecido la tradición de servir clam chowder los viernes de todo el año.

## Clam chowderde Nueva Inglaterra
El clam chowder de Nueva Inglaterra es un chowder a base de leche o nata, hecho tradicionalmente con patata, cebolla, panceta (tocino) o cerdo salado, harina o hardtack y almejas. La adición de tomate en el "Clam Chowder" se ha evitado hasta el punto de que en Maine, en 1939, una ley prohibió el "clam chowder" con tomate. Ocasionalmente en el Medio Oeste se le llama "clam chowder de Boston".
El clam chowder tradicional de Nueva Inglaterra se hace disponiendo crackers en capas con los demás ingredientes.

## Clam chowderde Manhattan

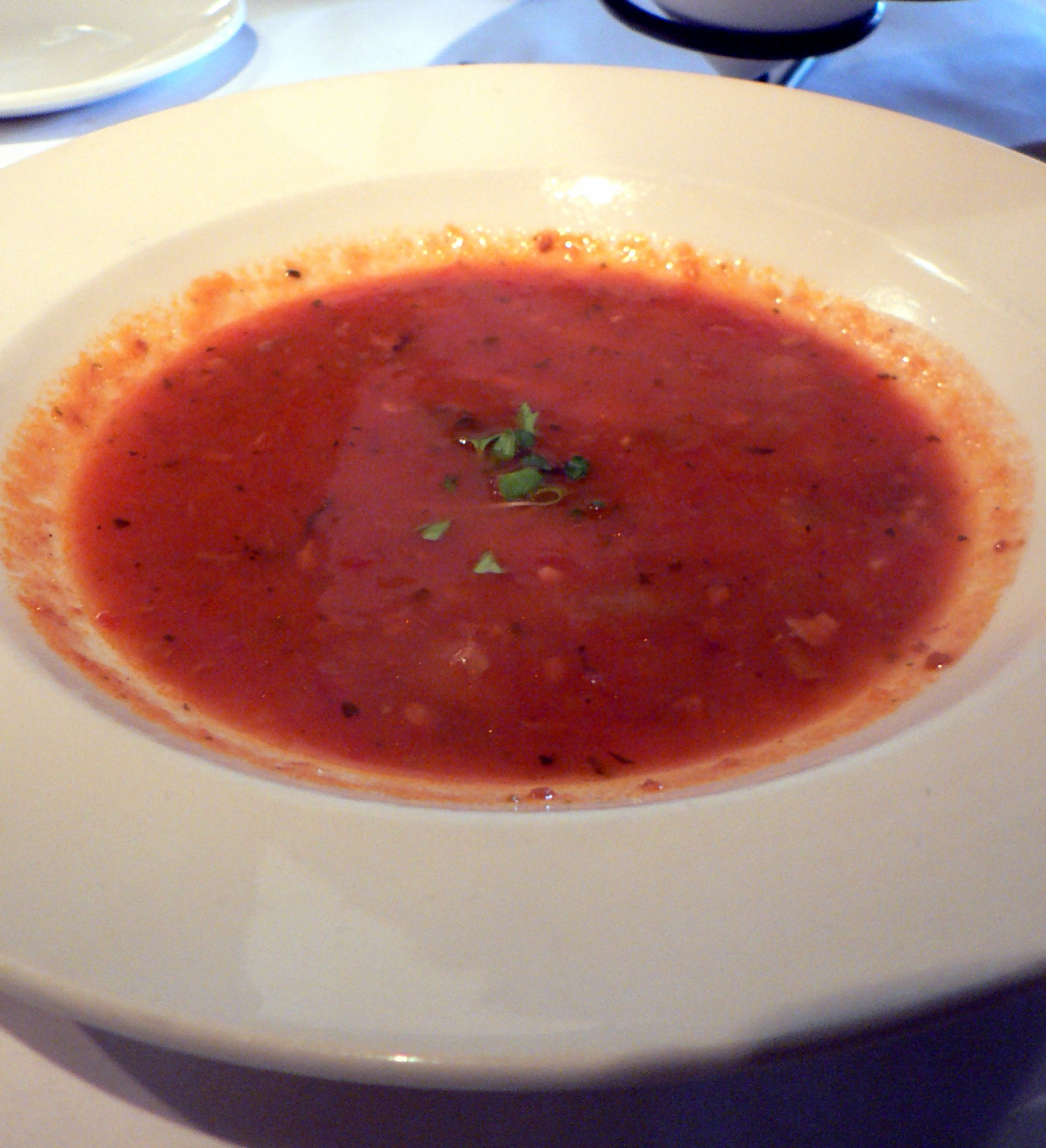
Clam chowder de Manhattan.

El clam chowder de Manhattan tiene un caldo claro, con tomate para darle color rojo y sabor. En los años 1890, este chowder se llamaba clam chowder de Nueva York y clam chowder de Fulton Fish Market. El nombre de Manhattan le fue dado a principios de los años 1900 por gente de Maine. El clam chowder, en su versión inglesa a base de nata, se ha elaborado desde mediados del siglo XIX, y no existen referencias al clam chowder de Manhattan anteriores a los años 1930. Muchos restaurantes del norte de Rhode Island sirven chowders rojos y blancos, mientras en la costa sur se prefieren los chowders claros y blancos. A menudo se sirven junto a pasteles de almeja.
Según Good Eats, la adición de tomate en lugar de leche fue inicialmente obra de inmigrantes portugueses de Rhode Island, para los que los guisos de tomate eran una parte tradicional de su gastronomía. Los habitantes desdeñosos de Nueva Inglaterra llamaron a esta versión clam chowder al estilo de Manhattan porque en su opinión llamar a alguien neoyorquino era insultante.

## Clam chowderde Rhode Island
El clam chowder tradicional de Rhode Island tiene un caldo claro. Aunque es menos popular que los dos anteriores, el chowder de caldo claro sigue sirviéndose, especialmente en restaurantes y hoteles tradicionales de Nueva Inglaterra, como los de Block Island y la costa sur, donde los turistas se decantan por chowders blancos mientras los nativos prefieren los claros. Este chowder claro tradicional suele contener almeja dura (Mercenaria mercenaria), caldo, patata, cebolla y panceta.
En algunas partes del estado se sirve un chowder rojo como clam chowder de Nueva Inglaterra. Esta variante tiene una base de caldo de tomate y patata, pero a diferencia del de Manhattan no lleva trozos de tomate ni contiene otras verduras (como zanahoria o judías). Esta receta se ha servido durante décadas con pasteles de almeja en establecimientos memorables como Rocky Point y Crescent Park. Mientras el chowder claro es el tradicional de Rhode Island, muchos nativos creen que el rojo es el originario del estado.

## Clam chowderde Outer Banks
Servido en toda la región Outer Banks de Carolina del Norte, esta variante de clam chowder tiene un caldo claro, panceta, patata, cebolla y harina como espesante. Suele condimentarse con cantidades generosas de pimienta negra y blanca, pero también ocasionalmente con cebolla verde picada e incluso salsa de guindilla.

## Clam chowdermenorquín
El clam chowder menorquín es una versión picante tradicional presente en restaurantes de Florida cercanos a San Agustín y a la esquina noroeste del estado. Tiene una base de caldo de tomate, con un «ingrediente secreto»: el pimiento dátil, un chile muy picante comparable al habanero. Se cree que el pimiento dátil fue llevado a San Agustín por colonos menorquines en el siglo XVII, y la tradición mantenida por los descendientes de menorquines es que solo crece y prospera en dos lugares: Menorca y San Agustín.

## Otras variantes
Algunos restaurantes también sirven sus propias variantes de clam chowder, que no caen en ninguno de los cuatro tipos anteriores. Suelen servirse con saltine crackers o pequeños crackers de ostra hexagonales. En todos los Estados Unidos, el clam chowder de Nueva Inglaterra se sirve a veces con bread bowls de masa madre, especialmente en San Francisco, donde la masa madre es popular entre los turistas y ha sido considerado emblemático desde 1849. En Seattle y Portland se añade a menudo salmón ahumado al clam chowder de Nueva Inglaterra en lugar del cerdo ahumado.
El fish chowder es parecido al clam chowder, sustituyendo las almejas por tiras de pescado, frecuentemente bacalao. Se hace con nata, pescado, y a menudo cebolla y maíz.